# Родионцево (Вологодская область)
Родионцево — деревня в Вологодском районе Вологодской области.
Входит в состав Спасского сельского поселения, с точки зрения административно-территориального деления — в Спасский сельсовет.
Расстояние по автодороге до районного центра Вологды — 14 км, до центра муниципального образования Непотягово — 4 км. Ближайшие населённые пункты — Болтино, Абрамцево, Бурцево.
Значительная часть территории деревни Родионцево, включая территории с жилыми домами, находится в санитарно-защитной зоне Пошехонского кладбища, где строительство жилья запрещено.
Согласно новому генеральному плану города Вологды деревня Родионцево будет  присоединена к городу.

## Население
| 2010 |
| ---- |
| 201  |

По переписи 2002 года население — 112 человек (52 мужчины, 60 женщин). Преобладающая национальность — русские (97 %).